# Bubalus cebuensis
Bubalus cebuensis is een fossiel rund uit het geslacht der buffels (Bubalus) dat gevonden is op het Filipijnse eiland Cebu.

## Verwantschap
Het is een zeer kleine buffel; waarschijnlijk had hij ongeveer twee derde van de grootte van de moderne waterbuffel (B. bubalis) en tachtig procent van de tamaroe (B. mindorensis). Dit is een voorbeeld van een welbekend verschijnsel waarbij grote zoogdieren kleiner worden als ze op eilanden geïsoleerd worden (een ander voorbeeld is de Floresmens). De soort verschilt in een aantal kenmerken van allebei deze soorten, maar behoort waarschijnlijk wel met deze twee tot het ondergeslacht Bubalus en niet samen met de anoa's tot het ondergeslacht Anoa. Waarschijnlijk woog B. cebuensis 115 à 215 kilogram.

## Fossielen
Deze soort is bekend van een enkel gedeeltelijk skelet, dat bestaat uit enkele kiezen en delen van het postcraniale skelet. Er werden oorspronkelijk meer delen gevonden, maar die zijn kwijt geraakt. Waarschijnlijk is dit skelet Pleistoceen of Holoceen, maar het is niet gedateerd wegens een gebrek aan materialen voor een C-14-datering.